# Roman Volkov
Roman Volkov (tiếng Belarus: Раман Волкаў; tiếng Nga: Роман Волков; sinh 8 tháng 1 năm 1987) là một cầu thủ bóng đá Belarus hiện tại thi đấu cho Gomel.

## Danh hiệu
Minsk
- Vô địch Cúp bóng đá Belarus: 2012–13